# 덴마크령 서인도 제도
덴마크령 서인도 제도( - 西印度諸島, 덴마크어: Dansk Vestindien, 영어: Danish West Indies) 또는 덴마크령 버진아일랜드(덴마크어: Danske Jomfruøer, 영어: Danish Virgin Islands, Danish Antille)는 1672년부터 1917년까지 카리브해에 존재했던 덴마크의 식민지이다. 현재의 미국령 버진아일랜드의 전신이기도 하다.

## 역사

### 성립
1672년에 덴마크 서인도 회사가 세인트토머스섬을 합병했으며 1718년에는 세인트존섬을 합병했다. 1733년에는 덴마크 서인도 회사가 프랑스 서인도 회사로부터 세인트크로이섬을 구입했다. 1754년에 덴마크 서인도 회사가 파산하면서 이들 섬은 프레데리크 5세 덴마크-노르웨이 국왕의 직할 통치령이 되었다. 나폴레옹 전쟁이 진행 중이던 1801년부터 1802년까지, 1807년부터 1815년까지는 영국에 점령되기도 했다.
덴마크령 서인도 제도는 아프리카에서 온 노예들의 플랜테이션 농업으로 인해 크게 발전했다. 덴마크령 서인도 제도의 노예 제도는 1848년을 기해 공식적으로 폐지되었다.

### 해체
1850년대에 들어서면서 수익성이 악화되면서 덴마크 정부는 이들 섬을 지배하는 데에 많은 비용을 지출했다. 1852년에는 덴마크 의회에서 이들 섬을 매각하는 문제가 처음으로 논의되었다. 덴마크 정부는 19세기 말부터 20세기 초반까지 덴마크령 서인도 제도의 매각 문제를 놓고 미국, 독일 제국과의 협상을 벌이기도 했다. 1867년에는 미국이 덴마크로부터 덴마크령 서인도 제도를 750만 미국 달러에 매각하기로 합의했고 1868년 1월 9일에 실시된 주민투표를 통해 해당 안건을 승인했다. 그러나 미국 상원이 조약 비준에 관한 투표를 실시하지 않으면서 파기되었다.
미국은 제1차 세계 대전 시기에 파나마 운하와 인접한 덴마크령 서인도 제도의 전략적 위치, 제1차 세계 대전 시기에 유보트를 앞세운 독일 제국 해군이 카리브해의 전초기지로 활용할 수 있다는 두려움 때문에 덴마크령 서인도 제도를 미국에 매각하기로 결정했다. 덴마크와 미국은 1916년 8월 4일에 미국 뉴욕에서 덴마크령 서인도 제도 조약을 체결했다. 이 조약에 따라 덴마크는 2,500만 미국 달러를 주고 덴마크령 서인도 제도를 미국에 양도했다. 미국 상원은 1916년 9월 7일에 덴마크령 서인도 제도 조약을 비준했다. 1916년 12월 14일에는 덴마크에서 덴마크령 서인도 제도를 미국에 매각할 것인지의 여부를 묻는 국민투표가 가결되었고 같은 해 12월 22일에는 덴마크 의회가 덴마크령 서인도 제도 조약을 비준했다.
1917년 1월 16일에는 우드로 윌슨 미국 대통령이 덴마크령 서인도 제도 비준안에 서명했다. 1917년 1월 17일에는 덴마크와 미국 양국 정부 대표단이 미국 워싱턴 D.C.에서 덴마크령 서인도 제도 조약의 비준에 관한 서한을 공식적으로 교환했다. 1917년 1월 25일에는 우드로 윌슨 대통령이 조약에 대한 선언문을 발표했고 1917년 3월 9일에는 크리스티안 10세 덴마크 국왕이 덴마크령 서인도 제도를 미국에 매각하는 것을 승인하는 내용을 담은 칙령을 발표했다. 1917년 3월 31일을 기해 덴마크령 서인도 제도가 해체되고 미국의 자치령인 미국령 버진아일랜드가 설립되었다.